# والت مايكلز
والت مايكلز (بالإنجليزية: Walt Michaels)‏ (و. 1929 – م) هو لاعب كرة قدم أمريكية من الولايات المتحدة الأمريكية.

## روابط خارجية
- والت مايكلز على موقع مرجع كرة القدم المحترفة.كوم (الإنجليزية)
- والت مايكلز على موقع قاعة فرجينيا للمشاهير الرياضية (الإنجليزية)